# 迪伦县
迪伦县（Kreis Düren）是德国北莱茵-威斯特法伦州西部的一个县，隶属于科隆行政区，首府迪伦。